# バンドパスフィルタ

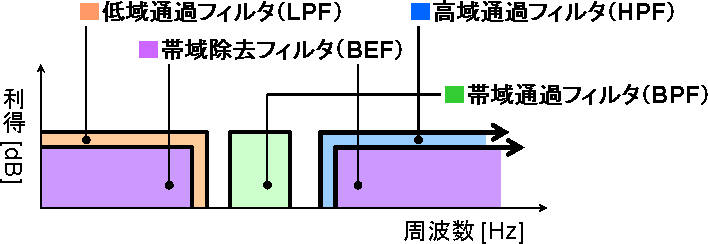
理想的なフィルタ回路の周波数特性
（実際にはこのような周波数特性は取れない）

周波数軸は対数で表現される。

バンドパスフィルタ（英語: Band-pass filter: BPF）とは、特定の周波数帯の物理現象を抽出するフィルタの一種。

## 概要
必要な周波数帯のみを通し、他の周波数は通さない（減衰させる）。
エレクトロニクスや信号処理など、様々な分野で利用されている。それ以外の分野での使用例の1つに大気科学がある。直近のある期間 (たとえば3～10日) の気象データをバンドパスフィルタにかけることで、サイクロンだけをデータ範囲内の変化として残すことができる。
また、誘電体多層膜は特定の波長の光のみを透過する機能を有し、バンドパスフィルタとして機能する。一例として太陽光に含まれるHα線のみを透過するHαフィルタ等がある。
アナログ電気回路では、RLC回路（抵抗、コイル、コンデンサ）で実現できる。

## 理想と現実
バンドパスフィルタを特徴づけるパラメータとして以下がしばしば用いられる。
- 帯域幅
  - 下側遮断周波数 {\displaystyle f_{1}} : 通過帯域に対して電力が {\displaystyle 1/2} となる周波数（低周波数側）
  - 上側遮断周波数 {\displaystyle f_{2}} : 通過帯域に対して電力が {\displaystyle 1/2} となる周波数（高周波数側）
- 中心周波数 {\displaystyle f_{c}} : 上下遮断周波数の相加あるいは相乗平均

理想的なフィルタは完全に平らな通過帯域を持ち、通過帯域の外のすべての周波数を完全に減衰させる。すなわち {\displaystyle f_{1}<f<f_{2}} において減衰が {\displaystyle 0\ {\text{[dB]}}} であり、それ以外の領域で {\displaystyle -\infty \ {\text{[dB]}}} となる。しかし実際にはそのようなバンドパスフィルタは存在しない。
フィルタは必要な周波数帯域外のすべての周波数を完全に減衰させるというわけではなく、特に必要な通過帯域のすぐ外側の帯域では、減衰はするが完全には取り除けない。これはフィルタの「roll-off」として知られている。一般にフィルタの「roll-off」はできるだけ狭くなるように設計し、その結果フィルタはできるだけ理想的な特性が得られるようになる。しかしながら「roll-off」が狭くなるとともに、通過帯域は水平でなくなりはじめて「リップル (電気)」が生じ始める。この効果はギブズ現象として知られており、通過帯域の端で顕著である。

## 参考
- フィルタ回路
- ハイパスフィルタ
- ローパスフィルタ
- バンドストップフィルタ